# Papaipema aerata
Papaipema aerata là một loài bướm đêm trong họ Noctuidae.